# 王田 (臺中市)
24°07′52″N 120°34′40″E / 24.13111°N 120.57778°E
王田，是臺灣臺中市大肚區的一個傳統地域名稱，位於該區東南部。相較於今日行政區，其範圍大致包括王田里、中和里不含西北端、營埔里東南端、福山里東北部，以及彰化縣彰化市國聖里東北部凸出部分的西半部。
王田地名源自荷蘭統治時期的「王田制度」。台鐵縱貫鐵路山線與海線自此分歧（或稱交會），而中山高速公路王田交流道也建於本境之內 。境內設有追分車站，因地處三角線關係，形成介於彰化、大肚與成功之間車站，並且曾以山線連接海線的成追線，取得「追分成功」一詞而聞名，為台灣旅遊景點。
日治時期，王田曾被列為中橫公路計劃線起點，路線大致是現今台14線，一路經霧社、屯原，接著沿現今能高越嶺古道，翻越中央山脈，銜接台14線餘段，至終點銅門，但遲至1945年為止，僅存霧社至銅門此段路線呈現未動工狀態。公路總局探勘測量隊實地勘察結果，一度擺在中橫公路計劃線，後因地質不穩等因素，選擇今日中橫公路東段路線施工。

## 歷史
台灣清治末期，王田地區為一街庄，稱為「王田庄」，隸屬於大肚下堡。該庄北與大肚庄、番社腳庄為鄰，東與同安厝庄、學田庄、朥(月胥)庄為鄰，南邊隔大肚溪與阿夷庄為界，西邊為社腳庄。
1901年（日明治三十四年）11月，全台廢縣廳改設二十廳，該庄隸屬於臺中廳。1903年（明治三十六年）6月，該庄編入「大肚區」，仍隸屬於臺中廳。1909年（明治四十二年）10月，全台二十廳合併為十二廳，大肚區隸屬不變。1920年（大正九年），全台地方制度大改正，該庄改制為「社腳」大字，隸屬於臺中州大甲郡大肚庄，大字下有「王田」、「籃仔頭」小字名。
戰後大肚庄改制為大肚鄉，隸屬於臺中縣，大字亦改制為村。1950年10月，中、彰、投分治，大肚鄉隸屬不變。2010年12月，隨著臺中縣、市合併為直轄臺中市，大肚鄉改制為大肚區，村亦改制為里。

## 聚落
本地區發展較早的聚落為王田、籃仔頭，在日治期初期的官方地圖上已有記載。此外，本地區尚有望高寮、南王田等聚落。

## 交通
台鐵海線大致以西北西—東南東走向繞大彎轉北北東－南南西走向經過王田地區西南部。境內西部邊界處設有追分車站，屬三等站，僅停靠區間車。台鐵台中線（山線）大致以東南東—西北西走向繞大彎轉為與海線同向的北北東－南南西走向經過本地區東南部，境內未設站，東北側最近的是成功車站，亦屬三等站，僅停靠區間車，南側最近的是與海線會合的彰化車站，屬一等站，除少數普悠瑪號、自強號班次外，其餘各級列車均有停靠。由此可前往台鐵沿線各站。成功車站與追分車站間另設有成追線鐵路，與海線、山線鐵路形成特有的「三角線」。
省道台1線（沙田路一段）又稱「縱貫公路」，是台北至屏東楓港的台灣西部傳統平面幹道，大致以西北西—東南東走向繞大彎轉北北東－南南西走向經過本地區，並位於鐵路東北側。由該道路向西北西可前往大肚市區、龍井、梧棲、清水等地，向南南西可前往彰化、花壇、大村、員林等地。
省道台1乙線（中山路三段）是大雅至王田的幹道，其南側端點位於本地區東南部邊界外緣的省道台1線路口。由此向東北東轉東南東可前往烏日、台中市區西部、北屯西部、西屯東北端、大雅並止於省道台10線路口。
區道中122線（南榮路）是南王田至大肚橋的道路，其西側端點位於本地區東南部區道中123線路口。由此向東北東出境後可前往朥(月胥)西南端並止於省道台1乙線路口。
區道中123線（興和路）是追分至南王田的道路，其北側端點位於王田交流道西側的省道台1線路口。由此向東南轉西南過兩次鐵路涵洞後，轉南南東至區道中122線起點路口圓環，轉南南西至直線路底為止。

## 產業
- 柏昇工業區

## 王田斷崖

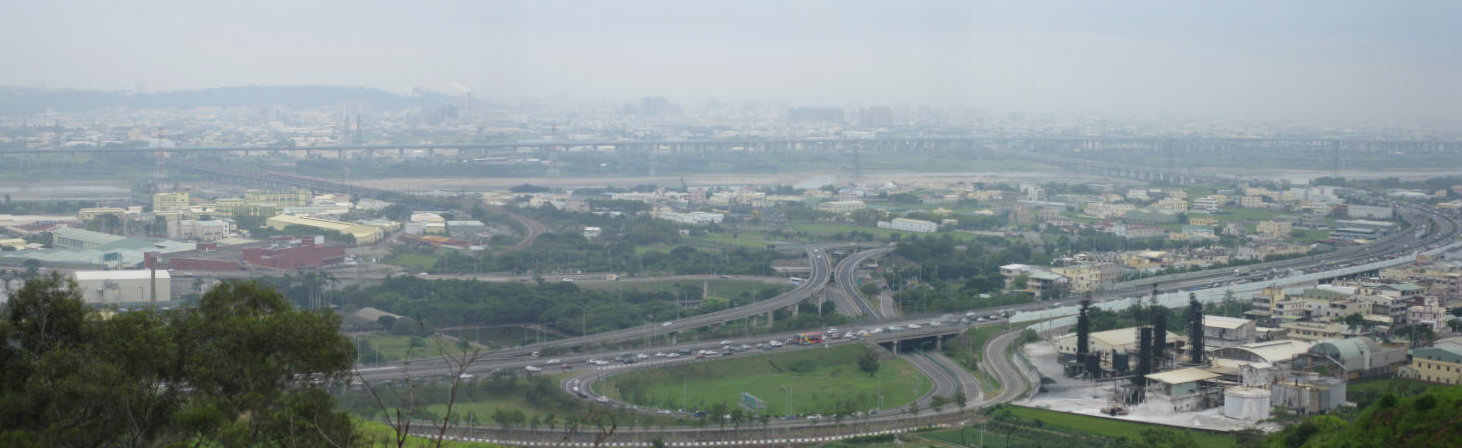
自大肚山鳥瞰王田交流道，對岸即八卦山與彰化市。

王田斷崖又稱王田崁，本境居於該斷崖之下，屬大肚台地地形構造一部分，是大肚溪沖刷形成的河蝕崖。整座山崖地勢呈西高東低，其山崖西側有追分車站，東側是成功嶺，該處視野遼闊地點為「望高寮」。
王田斷崖是座頭嵙山層地質，是大肚台地全境唯一露頭此地層之處。由於坡度十分陡峭，超過30%坡率以上的坡度都是集中於此，佔臺地全境坡度面積達8.6%，被歸為不宜開發地區，加上斷崖下方有工廠與重要交通設施等，因此斷崖上方鮮少開發成建地。

## 外部連結
- 王田斷崖鳥瞰圖 Google Eearth 標示「陡坡」之西南處聚落即王田
- 王田交流道航照圖 齊柏林攝 （页面存档备份，存于）